# SLC25A6
SLC25A6 (англ. Solute carrier family 25 member 6) – білок, який кодується однойменним геном, розташованим у людей на короткому плечі X-хромосоми.  Довжина поліпептидного ланцюга білка становить 298 амінокислот, а молекулярна маса — 32 866.
| 10         |  | 20         |  | 30         |  | 40         |  | 50         |
| ---------- |  | ---------- |  | ---------- |  | ---------- |  | ---------- |
| MTEQAISFAK |  | DFLAGGIAAA |  | ISKTAVAPIE |  | RVKLLLQVQH |  | ASKQIAADKQ |
| YKGIVDCIVR |  | IPKEQGVLSF |  | WRGNLANVIR |  | YFPTQALNFA |  | FKDKYKQIFL |
| GGVDKHTQFW |  | RYFAGNLASG |  | GAAGATSLCF |  | VYPLDFARTR |  | LAADVGKSGT |
| EREFRGLGDC |  | LVKITKSDGI |  | RGLYQGFSVS |  | VQGIIIYRAA |  | YFGVYDTAKG |
| MLPDPKNTHI |  | VVSWMIAQTV |  | TAVAGVVSYP |  | FDTVRRRMMM |  | QSGRKGADIM |
| YTGTVDCWRK |  | IFRDEGGKAF |  | FKGAWSNVLR |  | GMGGAFVLVL |  | YDELKKVI   |

A: Аланін

C: Цистеїн

D: Аспарагінова кислота

E: Глутамінова кислота

F: Фенілаланін

G: Гліцин

H: Гістидин

I: Ізолейцин

K: Лізин

L: Лейцин

M: Метіонін

N: Аспарагін

P: Пролін

Q: Глутамін

R: Аргінін

S: Серин

T: Треонін

V: Валін

W: Триптофан

Задіяний у таких біологічних процесах як апоптоз, взаємодія хазяїн-вірус, транспорт. 
Локалізований у мембрані, мітохондрії, внутрішній мембрані мітохондрії.